# Leknes
Leknes è una città e centro amministrativo del comune di Vestvågøy ed il centro urbano più popolato delle Lofoten e delle Vesterålen, nella contea del Nordland in Norvegia.
Fornita di un proprio aeroporto, contende a Svolvær il ruolo di centro abitato principale delle Lofoten. È una delle poche città dell'arcipelago a non fondare la propria economia sulla pesca e che non si affaccia, con il proprio centro, sul mare.